# Aixa (Marina Alta)
El territori d'Aixa comprèn els municipis d'Alcalalí, Xaló i Llíber (sud de la comarca de la Marina Alta), que pertanyien a l'antic terme castral del Castell d'Aixa. Actualment, constitueixen un important eix socioeconòmic, vertebrat al llarg de la carretera comarcal que uneix les tres poblacions, tot seguint el curs mitjà del riu Xaló-Gorgos.

## Canvis econòmics i socials
Alcalalí, Xaló i Llíber són tres municipis en què l'agricultura, desplaçada pels serveis i la construcció, ha deixat de ser la primera activitat productiva per passar a adquirir un caràcter notòriament marginal.
Aixa ha experimentat des de la dècada dels noranta un notable creixement demogràfic, que té el seu origen en les següents causes: 
- D'una banda, els veïns ja no es veuen forçats a emigrar perquè s'hi donen unes bones condicions de contractació laboral.

- D'altra, la constant afluència de població de treballadors emigrants de nacionalitats diverses (marroquins, colombians, argentins i txecs) i de pensionistes europeus de la tercera edat.

Durant l'any 2004, les poblacions d'Aixa han experimentat el major augment demogràfic de tota la comarca: Xaló ha crescut un 16,9%, Alcalalí un 11,2% i Llíber un 11,1% respecte a les xifres de l'any anterior, mentre que la mitjana de creixement de La Marina Alta se situava en un 5,5%.

## L'externalització de serveis
En l'actualitat, Aixa pateix un procés d'externalització administrativa, és a dir, els serveis públics bàsics són traslladats sistemàticament fora de l'eix Alcalalí-Xaló-Llíber, tot i que té una població que s'apropa als sis mil habitants.
Per intentar frenar l'esmentat procés en matèria d'educació, el dia 18 de març de 2005 es va constituir la Plataforma pro millora educativa, que agrupa a entitats públiques, associacions i particulars dels tres municipis amb la finalitat de demanar la permanència de la E.S.O. a Aixa.